# Кирил Христов
Вижте пояснителната страница за други личности с името Кирил Христов.
Кирил Генчев Христов е български поет, белетрист, драматург и преводач. Той е баща на астрофизика Владимир Христов (1902 – 1979) и на Анна Христова.

## Биография
Кирил Генчев Христов е роден на 23 юни 1875 г. в Стара Загора. Остава от малък сирак, за отглеждането му помагат двамата му вуйчовци, офицерът Георги Абаджиев и юристът Стефан Киров, професор по право в Софийския държавен университет. Учи в родния си град, а след това, според местоживеенето на вуйчовците, в Самоков, Търново и София, където завършва гимназия.  През 1895 г. е изпратен със стипендия от Военното министерство във Военноморското училище в Триест. В Италия се запознава с творчеството на класическите и модерните италиански поети – Данте Алигиери, Джакомо Леопарди, Джозуе Кардучи, Лоренцо Стекети, Габриеле Д'Анунцио. След едногодишен престой се завръща в България. През 1897 – 1898 г. живее в Брюксел като студент по право и за кратко в Лайпциг и Неапол. Става преподавател по български език и литература в Пражкия университет.
Учителства в Шумен през 1900 г., а през 1901 г. е преместен в София и командирован в библиотеката на Висшето училище (днешния Софийски университет). Заедно с Антон Страшимиров редактира списание „Наш живот“. През 1904 г. се обявява в защита на Стоян Михайловски, осъден условно заради поредица от статии срещу Фердинанд I.
В 1900 – 1905 година е женен за кюстендилската учителка Невена Палашева. След развода им и последвалата смърт на Палашева децата им са отгледани от сестра ѝ Елена Палашева.
През Балканската, Междусъюзническата и Първата световна война е военен кореспондент и сътрудник на в. „Военни известия“.
Прекрасен и образен лирик, поетът е имал сложни отношенията с Александър Балабанов, Елин Пелин, Дора Габе, Антон Страшимиров, д-р Кръстев, К. Величков, Александър Кипров, Яворов, П. П. Славейков и много други български литератори. Още като съвсем млад поет Кирил Христов имал изключително високо самочувствие. На 30 години изисква персонална писателска пенсия от Народното събрание, като за пример посочва норвежкия парламент, който дал народна пенсия на 31-годишния Ибсен. Самият Кирил Христов разказва, че когато през 1938 г. от инициативен комитет му предлагат да внесат в Столичната община предложение за преименуване на улица „Добруджа“ на негово име, той се замисля и отговаря: „Много е малка. Ако ще да е, да е“.
През 1921 г. професор Михаил Арнаудов прави неуспешен опит да вкара Кирил Христов като пълноправен член на Академията на науките. През 1922 г. напуска България и се установява в Лайпциг като ръководител на семинара по български език и литература.
През 1930 г. в Прага Кирил Христов организира свободни курсове по български език и литература в Пражкия университет. В България се завръща през 1938 г. На 27 юни 1943 г. пропада изборът му за академик. Приживе той успява да подреди в значителна степен Антология, с която е смятал, че трябва да остане в българската литература.
Все още създаденото от него в Германия и Чехословакия не е напълно известно. Кирил Христов е един от най-цензурираните писатели от българските издания. Това, което се възприема като скандално и невъзможно за съчиненията на Вазов, Яворов, Величков, Петко Тодоров и Пенчо Славейков, при Кирил Христов е норма. По тази причина няма пълно издание на произведенията му.
Кирил Генчев Христов умира на 7 ноември 1944 г. в София от рак на белия дроб.
Личният му архив се съхранява във фонд № 131К в Централния държавен архив. Той се състои от 1512 архивни единици от периода 1885 – 1954 г.

## Литературна дейност

### Първи печатни произведения
Появяват се през 1894 г. Печата в сп. „Дело“ № 9 1895 г. По-късно се свързва с кръга „Мисъл“, в лицето на д-р Кръстев и П. П. Славейков, което спомага за израстването му като творец. Сътрудничи с всички литературни периодични издания.
През 1896 г. излиза първата му стихосбирка „Песни и въздишки“, издадена от Христо Олчев в 5-хиляден тираж, която има шумен успех. Завършва гимназия в София.

### Литературни преводи
Започва пътя си в литературата с преводи от Надсон и Плешчеев. Превежда Едмон Ростан, М. Ю. Лермонтов, А. С. Пушкин, А. Негри, Л. Кастелано, Я. Връхлицки и др.

### Лирика и известност
През 1897 г. Кирил Христов придружава Пенчо Славейков в Лайпциг, същата година излиза втората му стихосбирка „Трепети“. Излиза третата му стихосбирка „Вечни сенки“. През 1901 г. излиза четвърта поетична книга „На кръстопът“. Шумният успех на двете му лирически книги му спечелва покровителството на Иван Вазов и на проф. Иван Шишманов, тогавашен министър на народното просвещение и с техните протекции е назначен за библиотекар, отначало в Университетската, а по-късно в Народната библиотека в София.
През 1903 г. излиза стихосбирката „Избрани произведения“, с предговор от Иван Вазов, който го провъзгласява за най-талантливия млад поет. По това време Кирил Христов вече е популярен автор, един от строителите на модерната българска литература, с шумна слава, с признание за класик от литературната критика. Той е първият голям поет след Вазов. Въвежда интимната лирика и една разкрепостена личност, изпълнена с жизненост, чиято природа образува едно цяло с душата. Стихотворението му „Жени и вино! Вино и жени“ (1897) е сред най-популярните и рецитирани творби.
Издаването на стихосбирката „Избрани произведения“ става причина за голям скандал. Издателят на първата му стихосбирка Христо Олчев смята, че държи правата на някои стихотворения и пише писмо до новите издатели; Кирил Христов реагира остро. Подозира Олчев, който подготвя за издаване преработено издание на стихотворенията на Яворов с предговор от Пенчо Славейков, за „маша“ на Славейков, с когото е скаран, и в опит за саботаж на неговата стихосбирка. Тъй като Олчев е от Македония, Кирил Христов в „твърде невъздържаното писмо“ – според негово собствено късно признание, напада и македонците: „... и др. под. македонщини показват само едно: туй, че македонецът и сто години да живее в една свободна стана, пак заслужава това, което турчинът върши с него“. Писмото е публикувано от Олчев след разгрома на Илинденско-Преображенското въстание и предизвиква бурно обществено негодувание, а Кирил Христов отговаря с нови нападки. Скандалът се разгаря отново през 1922 г. от Александър Балабанов, засегнат от негова епиграма.

### Литературни влияния и кариера в България
През 1906 г. е командирован в Германия, където попада под влиянието на немския модернизъм. На следващата година при университетската криза, причинена от студентска обструкция против княз Фердинанд, е назначен за доцент по българска и италианска литератури в Софийския университет. Командирован е на специализация в Париж, но след връщането на старите професори в университета е принуден да приеме мястото на прогимназиален учител. През тези години излизат „Самодивска китка“ – сборник лирически откъси, написани в духа на народната песен, цикъла „Леонардо да Винчи“, стихосбирките „Химни на зората“, „Слънчогледи“.
Най-интензивният му творчески период е 1912 – 1918 г. – с излизането на стихосбирките „Към Цариград“, „На ножъ“, „Победни песни“; драмите „Боян Магесник“, „Ръченица“, „Охридска девойка“; сборника военни разкази „Огнен път“, сборника статии „Бурни години“. Заради приповдигнатия патриотизъм Кирил Христов, който подписва някои от творбите си Кирил Татаробългарски, е обвинен в шовинизъм и си спечелва много неприятели.
В периода 1919 – 1921 г. излизат томът „Разкази“, първият български еротичен роман „Тъмни зори“, „Празник в пламъци“ (драматични поеми).

### Живот извън България
През 1922 г. след разпра с проф. Александър Балабанов и припомнянето на писанията му по македонската тема скандалът се разгаря отново в условията на земеделския режим. Кирил Христов е нападан и от лявата, и от дясната преса, по прозорците му е стреляно и той бързо заминава от дома на приятелката си Весела Панайотова за Германия. През 1923 г. се установява в Лайпциг, по-късно в Йена. При продължаващи призиви за наказание, през 1925 г. се появява книгата „Македония в творчеството на Кирил Христов“, с посочен автор В. Н. Панайотова – критиците смятат за автор самия поет, в която са изброени всички негови творби, посветени на Македония, включително цикъла „Обсадата на Солун“ (1897) и стихотворението му „Хей, пролет иде“.
През 1929 г. се заселва в Прага, където наред с литературните си занимания чете лекции в Карловия университет. През октомври 1929 г. излиза творбата „От нация към раса“ („Училищен преглед“, бр. 8, октомври 1929). Назначен е за учител в Първа мъжка гимназия и прекомандирован в чужбина. В периода 1928 – 1930 г. работи върху голямата си епична поема в три части – „Чеда на Балкана“, придружена от авторов коментар „Предисторията на Чеда на Балкана“. През 1936 г. Александър Балабанов изпраща Яна Язова в Прага, която да успокои Кирил Христов, че никой няма да го убива от македонстващите и той спокойно да се завърне в България. През 1937 – 1938 г. излизат стихосбирката „Вълнолом“; драмата „Откривател“ – първата българска научнофантастична драма за млад български учен, открил тайнствени „сини лъчи".

### Завръщане в България
След завръщането си в България излизат драмата „Майстор и дявол“, студията „Какъв е българинът“, сборник стихове и разкази „Простори“, стихосбирките „Игра над бездни“ и „Последни пожари“, голямата му мемоарна книга „Затрупана София“. До последните си дни работи над спомените „Време и съвременници“ – уникален документ за литературните и обществените нрави в България.
Известен е сред съвременниците си като автор на множество епиграми.

## Съчинения
- „Песни и въздишки“ (1896)
- „Трепети“ (1897, стихотворения)
- „Вечерни сенки“ (1899, стихотворения)
- „На кръстопът“ (1901, стихотворения)
- „Избрани стихотворения“ (1903, с предговор от Иван Вазов)
- „Самодивска китка“ (1905)
- „Стълпотворение (Богоборци)“ (1905, трагедия в стихове)
- „Приближени хоризонти“ (1911, стихотворения, преводи от руски, немски, италиански и френски)
- „Химни на зората, Тихи песни и легенди за живота и смъртта, Първи сборник стихотворения“ (1911, 1939)
- „Слънчогледи, Самодивска китка, Intermezo, Царски сонети, Втори сборник стихотворения“ (1911, 1939)
- „Към Цариград. Песни“ (1912)
- „На нож! Нови песни и стихотворения“ (1913)
- „Боян Магесникът“ (1914, историческа трагедия в стихове)
- „Старият воин“ (1914, пиеса)
- „Бурни години, 1913 – 1916“ (1916, избрани статии)
- „Победни песни, 1913 – 1916“ (1916, 1933, 1940)
- „Огнен път. Военни разкази, 1913 – 1917“ (1917)
- „Ръченица“ (1917, пиеса)
- „Охридска девойка“ (1918, драма)
- „Три дни с миноносец Дръзки“ (1918)
- „Разкази“ (1919)
- „Иван Вазов. Кратък животопис“, 1920
- „Тъмни зори“. Роман. 1920 (1991)
- „Празник в пламъци“. Драм. поема. 1921
- „Антология“. 1922 (2 доп. изд., 1944)
- „Мечтатели. Роман на една лятна нощ“. 1925
- „Чеда на Балкана. Епическа поема“, 1928
- „Откривател“, 1933 – сп. „Българска мисъл“ (в 3 броя)
- „Майстор и дявол. Сцени из живота на българите в началото на Х столетие“, 1933
- „Вълнолом. Стихотворения“ 1937
- „Кротки и буйни луди“. Разкази. 1937
- „Гюргя“. Либрето. 1939
- „Слънчогледи“. 1939
- „Кой проваля българската драма?“ 1939
- „Простори“. 1940
- „Игра над бездни. Стихотворения“. 1941
- „Затрупана София“. Спомени. 1944
- „Последни пожари. Стихотворения“ 1944
- „Избрани произведения“. С предг. от В. Йосифов. 1953
- „Избрани стихотворения“. 1968 (Библиотека за ученика – 4 изд.)
- „Българска реч. Избр. стихове“. 1974
- „Избрани творби“, 1975; Съчинения. В 5 т., С предговор от Кръстьо Куюмджиев. 1966 – 68
- „Стихотворения“. 1980
- „Старият бивак“ (Д. Дебелянов, К. Христов и др.). 1981
- „Светулка. Стихотворения за деца и юноши“. 1983
- „Трепети“. С предговор от Димитър Аврамов. 1987
- „Бели дяволи“
- „Ад в рая“
- „Бездна“
- „Каменният блян на Прага“
- „Русалка“, поема
- „Първа любов“, поема
- „Младоженци“, поема

### Събрани съчинения
Христов К.,  "Съчинения" в пет тома, София: изд. "Български писател" 1966-68г.
- Том 1: Стихове - избрано от периода 1893-1901 и от 1903-1911г., стихосбирките "Самодивска китка", "Царски сонети" и др., (689 стр.)
- Том 2: Поеми и балади.  (419 стр.)
- Том 3: "Чеда на Балкана".  (507 стр.)
- Том 4: Спомени, пътеписи, разкази и статии. (728 стр.)
- Том 5, ч.1: Преводи, непубликувани произведения и писма и "Време и съвременници" - откъси от дневник. (654 стр.);   ч.2: (893 стр.)

## Ордени и медали
- През 1938 г. е удостоен с орден „За гражданска заслуга“.[8]

## Памет
На Кирил Христов е наречена улица в квартал „Суходол“ в София (Карта).